# The Day of Revolution
The Day of Revolution (革命の日 Kakumei no Hi?, lit. El día de la revolución) es un manga de romance y comedia escrito e ilustrado por Mikiyo Tsuda, también autora del manga Princess Princess. Fue serializado en la revista Wings de la editorial Shinshokan desde abril de 1998 hasta febrero de 2001. En 2006, el manga fue licenciado por Digital Manga Publishing para su traducción y publicación en Estados Unidos. Dos CD drama basados en la historia fueron lanzados en julio de 2001 y en marzo de 2002. La historia sigue a un joven que empieza a vivir como chica, mientras su familia y amigos cambian su manera de verlo cuando se enteran de esta noticia.

## Argumento
La historia sigue a Kei Yoshikawa, un joven de preparatoria que un día es informado que genéticamente es una mujer. Este impactante cambio causa que decida iniciar de nuevo su vida, ahora como una chica llamada Megumi. Tras 6 meses de ausencia en su escuela, Megumi regresa como estudiante de primer grado con Makoto Yutaka, la nieta del doctor que ayudó a la joven en su transición de hombre a mujer; Makoto es muy atenta con la joven, ayudandola con su nuevo estilo de vida. Pero no todo va bien, un grupo de compañeros descubre que Megumi era Kei y es golpeada por ellos, esta traumática experiencia hace que decida por un tiempo no tener relaciones sentimentales con ningún chico. Megumi se aleja de sus amigos y comienza a pasar más tiempo en la casa de Makoto, ahí conoce al hermano menor Mikoto. Megumi y Mikoto se hacen amigos y se vuelven cada vez más cercanos, sus citas y encuentros son siempre interrumpidos, aun así su relación continua.

## Personajes
Kei/Megumi Yoshikawa (吉川 恵 Yoshikawa Megumi?)
Voz por: Junko Takeuchi (CD drama)
El personaje principal de la historia. Kei es un estudiante de preparatoria rebelde y se mete en peleas entre sus amigos cercanos. Un día, su doctor le comenta a él y su familia que ha diagnosticado que aunque sea físicamente hombre, es genéticamente una mujer. Tras esta impactante revelación Kei decide iniciar desde cero una vida como una chica llamada Megumi, nombre que posee el mismo kanji que "Kei". Aún después del cambio, Megumi sufre problemas con su transición de hombre a mujer; vestida de chica, se siente incómoda, se siente más cómoda estando con su amiga Makoto. Siendo chica, mantiene su actitud fuerte de cuando era hombre. Megumi aparece en el manga y anime Princess Princess, como la novia de Mikoto. Solamente las referencias de su pasado son hechas en el manga. Megumi se cuestiona si su novio ha tenido algún tipo de relación con alguna de las otras princesas y siente preocupación porque cree que solo sale con ella por su pasado.
Makoto Yutaka (豊 麻琴 Yutaka Makoto?)
Voz por: Fujiko Takimoto (CD drama)
Makoto es la mejor amiga de Megumi, quien se presenta como una especie de guía o acompañante en el proceso de transición. Le enseña a su amiga sobre modales femeninos, lenguaje femenino que solo usan las chicas y otras tareas. Tomó esta tarea por ser la nieta del doctor que ayudó en la transición de Megumi. Makoto protege demasiado a su amiga, no dejando que le suceda nada malo. Con su dura personalidad, llega a ordenar a la gente a su alrededor cosas que ella quiera; tiene un hermano menor que explota con sus órdenes cada vez que puede. Makoto aparece en el anime y manga Princess Princess como un personaje menor, solamente en el manga se le ve hablando con su amiga sobre la posible orientación sexual de Mikoto.
Mikoto Yutaka (豊 実琴 Yutaka Mikoto?)
Voz por: Naoki Yanagi (CD drama)
Mikoto es el hermano menor de Makoto, se hace amigo de Megumi al visitarles a su casa, después se vuelven pareja. Es un chico bajo y considerado guapo en una escuela para chicos. Normalmente es tímido pero es emotivo al hablar. En la escuela es tratado de manera similar a una chica por sus rasgos femeninos, cosa que le avergüenza. Quiere convertirse en doctor. En el manga y anime Princess Princess es uno de los protagonistas principales de la historia. La razón por la que se opone a ser una Princesa es por el miedo a que su novia Megumi se entere.
Hiroaki Kawada (河和田 広明 Kawada Hiroaki?)
Voz por: Eiji Takemoto (CD drama)
Es un excompañero de Megumi cuando era hombre. Es el presidente del consejo estudiantil.
Shuji Toba (鳥羽 修司 Tōba Shūji?)
Voz por: Chihiro Suzuki (CD drama)
Toba fue uno de los mejores amigos de Megumi en la escuela antes de su transición.
Tadashi Tachimachi (立待 匡 Tachimachi Tadachi?)
Es uno de los amigos de Megumi en la escuela. Es callado, de baja estatura.
Kazutoshi Shinmei (神明 和季 Kazutoshi Shinmei?)
Es uno de los amigos de Megumi, supuesto líder del grupo de amigos con Toba y Tachimachi. Puede ser muy dominante e intimidante en ocasiones.
Taisei Nakagawa (中河 大誠 Nakagawa Taisei?)
Nakagawa es un estudiante de tercer año. Un chico un poco tonto y violento; su actitud es la razón por la que Megumi empezó a evadir salir con chicos tras ser agredida.

## Media

### Manga
El manga The Day of Revolution fue escrito e ilustrado por Mikiyo Tsuda, inició su serialización en la revista Wings de la compañía editorial Shinshokan entre abril de 1998 y febrero de 2001. Fueron lanzados 2 volúmenes en Japón, siendo en marzo de 1999 el primero y el segundo y último en el año 2001. La serie es licenciada por Digital Manga Publishing en su edición en idioma inglés, también ha sido publicada en Alemania por Egmont Manga & Anime, en Francia fue lanzada por la editorial Kazé.

#### Lista de volúmenes
| 1 | «Volumen 1» | Marzo de 1999 | ISBN 978-4-4036-1536-8 |
| Contenido: - El día de la revolución (革命の日 "Kakumei no Hi) - El día del renacer (再生の日 "Saisei no Hi) - El día de la batalla (決戦の日 "Kessen no Hi)                                |             |               |                        |
| 2 | «Volumen 2» | Mayo de 2001  | ISBN 978-4-4036-1633-4 |
| Contenido: - El día de la revolución continúa (続・革命の日 "Zoku Kakumei no Hi) - El día del destino (運命の日 "Unmei no Hi) - La marcha de los 365 pasos (365歩のマーチ "365-ho no Māchi) |             |               |                        |